# Walter Kuntze

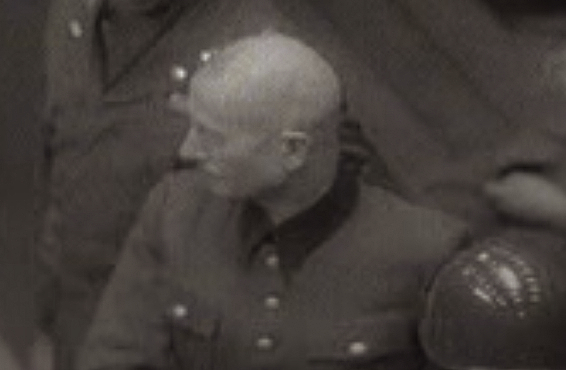
Kuntze 1948 bei seiner Verurteilung im Fall Nr. 7 der Nürnberger Nachfolgeprozesse

Walter Kuntze (* 23. Februar 1883 in Pritzerbe; † 1. April 1960 in Detmold) war ein deutscher General der Pioniere im Zweiten Weltkrieg. Wegen Kriegsverbrechen und Verbrechen gegen die Menschlichkeit in Jugoslawien wurde er im Geiselmord-Prozess 1948 zu lebenslanger Haft verurteilt. 1953 wurde er begnadigt und entlassen.

## Leben bis 1933
Kuntze trat nach seinem Abitur und einer Ausbildung im Maschinenbau am 24. März 1902 als Fahnenjunker in das Pionier-Bataillon Nr. 5 der preußischen Armee in Glogau ein. Dort wurde er am 18. Oktober 1902 zum Fähnrich und am 18. August 1903 zum Leutnant befördert. Am 1. Oktober 1905 erfolgte Kuntzes Kommandierung an die Militärtechnische Akademie nach Berlin, um seine Ausbildung weiter zu vertiefen. Anschließend kam er am 15. Juni 1907 zum Pionier-Bataillon Nr. 16 nach Metz. Am 17. Mai 1910 wurde er in das Pionier-Bataillon Nr. 9 nach Harburg und ab 1. Oktober 1912 in das Pionier-Bataillon Nr. 26 nach Graudenz versetzt. In der Zwischenzeit hatte man ihn am 18. August 1911 zum Oberleutnant befördert und vom 1. Oktober 1911 bis 16. Juli 1914 an die Kriegsakademie nach Berlin kommandiert.
Mit Ausbruch des Ersten Weltkriegs übernahm Kuntze als Chef die 2. Kompanie des Bataillons an der Ostfront in Ostpreußen. In dieser Funktion wurde Kuntze am 8. November 1914 zum Hauptmann befördert und am 14. November so schwer verwundet, dass er erst im Mai 1917 wieder dienstfähig war. Zunächst setzte man ihn beim AOK 4, dann beim AOK 7 ein. Am 2. August ernannt man Kuntze zum Ia im Stab der 4. Kavallerie-Division und ab September 1918 hatte er die gleiche Stelle bei der 89. Infanterie-Division inne. Für sein Wirken während des Krieges hatte er neben beiden Klassen des Eisernen Kreuzes das Ritterkreuz des Königlichen Hausordens von Hohenzollern mit Schwertern, das Verwundetenabzeichen in Schwarz, den Bayerischen Militärverdienstorden IV. Klasse mit Schwertern, das Hanseatenkreuz der Stadt Hamburg sowie von den Verbündeten das Österreichische Militärverdienstkreuz III. Klasse mit der Kriegsdekoration, den Eisernen Halbmond und das Offizierskreuz des Bulgarischen Militärverdienstorden erhalten.
Nach Kriegsende wurde Kuntze in die Reichswehr übernommen, als Referent in der Abteilung Fremde Heere im Reichswehrministerium verwendet und am 1. April 1923 zum Major befördert. Als solcher fungierte er ab 1. November 1923 als Kompaniechef im Pionier-Bataillon 3 in Cüstrin und ab 1. Oktober 1925 gehörte er dem Stab des Gruppenkommandos 1 in Berlin an. Man versetzte Kuntze am 1. Mai 1928 nach Königsberg und übertrug ihm das Kommando über das Pionier-Bataillon 1. Von dort kam Oberstleutnant Kuntze (seit 1. Februar 1929) am 1. März 1930 wieder in das Reichswehrministerium, dieses Mal als Chef des Stabes der Inspektion der Pioniere und Festungen (In 5). Am 1. Oktober 1931 wurde Kuntze zum Oberst befördert und als solcher ein Jahr später zum Höheren Pionier-Offizier beim Gruppenkommando 1 ernannt.

## Zeit des Nationalsozialismus
Kuntze erhielt am 1. September 1934 die Beförderung zum Generalmajor und wurde am 15. Mai 1935 mit der Führung der Division Münster beauftragt, die seit 15. Oktober 1935 die Bezeichnung 6. Infanterie-Division führte und deren Kommandeur er ab diesem Zeitpunkt war.

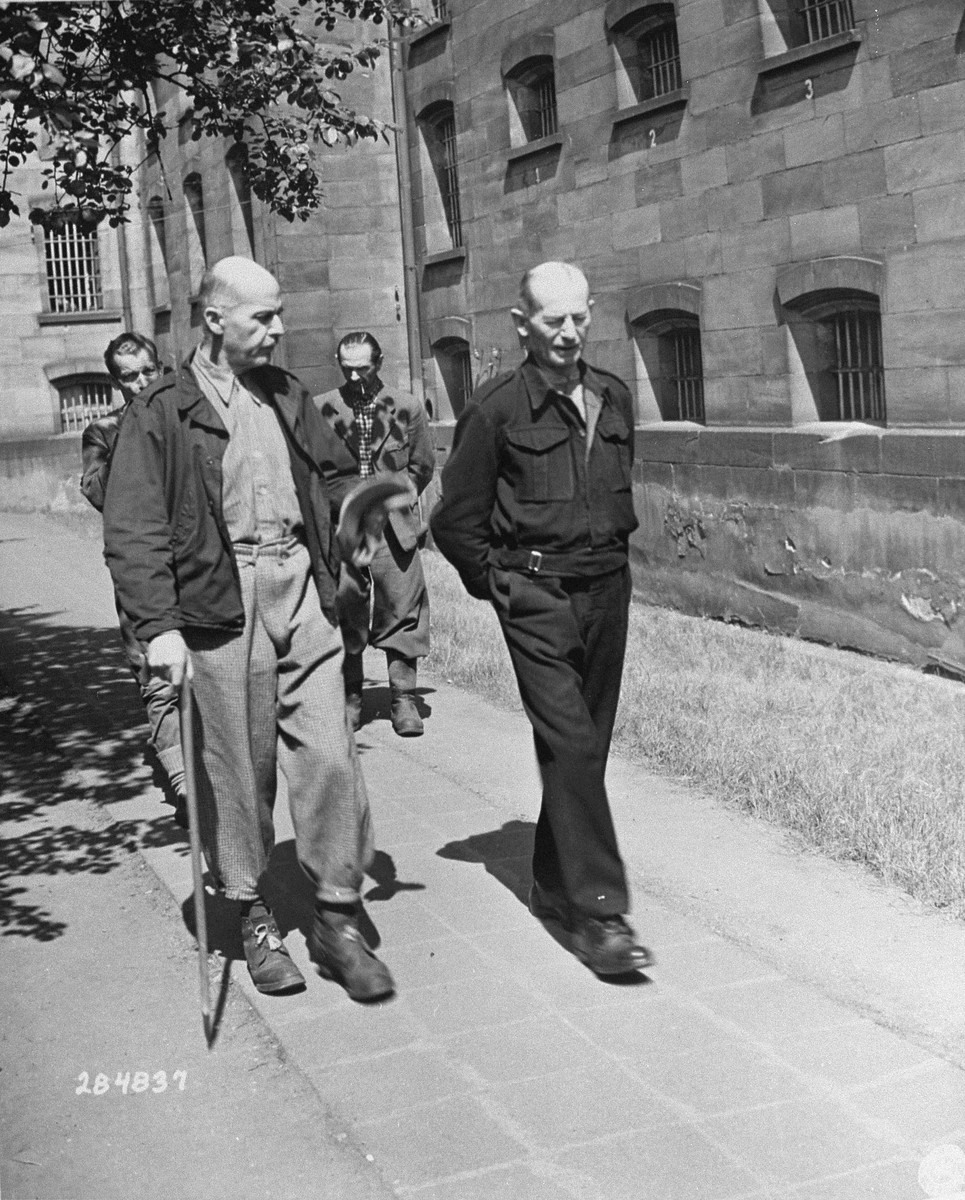
Kuntze (rechts) und Wilhelm List im Gefängnishof während des Geiselmordprozesses

1936 wurde er zum Generalleutnant befördert und gab das Kommando über die Division 1938 ab, nachdem er zum General der Pioniere befördert und wenig später zum Kommandeur des Kommandostabes Kaiserslautern ernannt wurde. In dieser Funktion war Kuntze für die Erkundung und Festlegung des Westwalls zwischen Merzig und dem Rhein verantwortlich. Kurze Zeit darauf erfolgte die Ernennung zum Kommandierenden General der Grenztruppen Saarpfalz.
Nach dem Beginn des Zweiten Weltkriegs erfolgte die Umbenennung des Generalkommandos in XXIV. Armeekorps und Kuntze übernahm am 15. Februar 1940 das neu aufgestellte XXXXII. Armeekorps, das er im Westfeldzug und zu Beginn des Überfalls auf die Sowjetunion 1941 kommandierte. Kuntze gab im Oktober 1941 das Kommando ab, wurde in die Führerreserve versetzt und am 18. Oktober 1941 mit dem Ritterkreuz des Eisernen Kreuzes ausgezeichnet. Nun war er Stellvertreter des Generalfeldmarschalls als Oberkommandierender Südost Wilhelm List und übernahm ab Oktober 1941 bis Juli 1942 dessen Funktion. Vom 8. August bis 14. September 1942 kam er ein weiteres Mal in die Führerreserve und war dann Chef des Ausbildungswesens im Ersatzheer bis zum 14. März 1945, als er zum Kommandierenden General des stellvertretenden III. Armeekorps und Befehlshaber im Wehrkreis III ernannt wurde.

## Nach 1945
Am 2. Mai 1945 geriet Kuntze in Mecklenburg in britische Kriegsgefangenschaft und wurde später den US-Militärbehörden übergeben. 1947 wurde er im Geiselmord-Prozess, einem der zwölf Nürnberger Nachfolgeprozesse, in der Funktion als Oberbefehlshaber der Wehrmacht in Jugoslawien wie sein Vorgänger Wilhelm List wegen Kriegsverbrechen und Verbrechen gegen die Menschlichkeit angeklagt und wegen Inhaftierung einer fünfstelligen Zahl „von Juden und Zigeunern in Sammel- oder Konzentrationslagern“ und Erschießung von 3.200 „Juden und Zigeunern“ in Serbien in der Zeit vom 27. bis zum 30. Oktober 1941 zu lebenslanger Haft im Kriegsverbrechergefängnis Landsberg verurteilt. Wie viele andere hochrangige Wehrmachtsoffiziere wurde Kuntze im Vorfeld der westdeutschen Remilitarisierung von dem amerikanischen Hochkommissar John McCloy 1953 begnadigt. Kuntzes Vorgänger List war die Begnadigung von McCloy verweigert worden, er kam 1952 allerdings aus gesundheitlichen Gründen aus der Haft frei.